# Kwatta (merk)

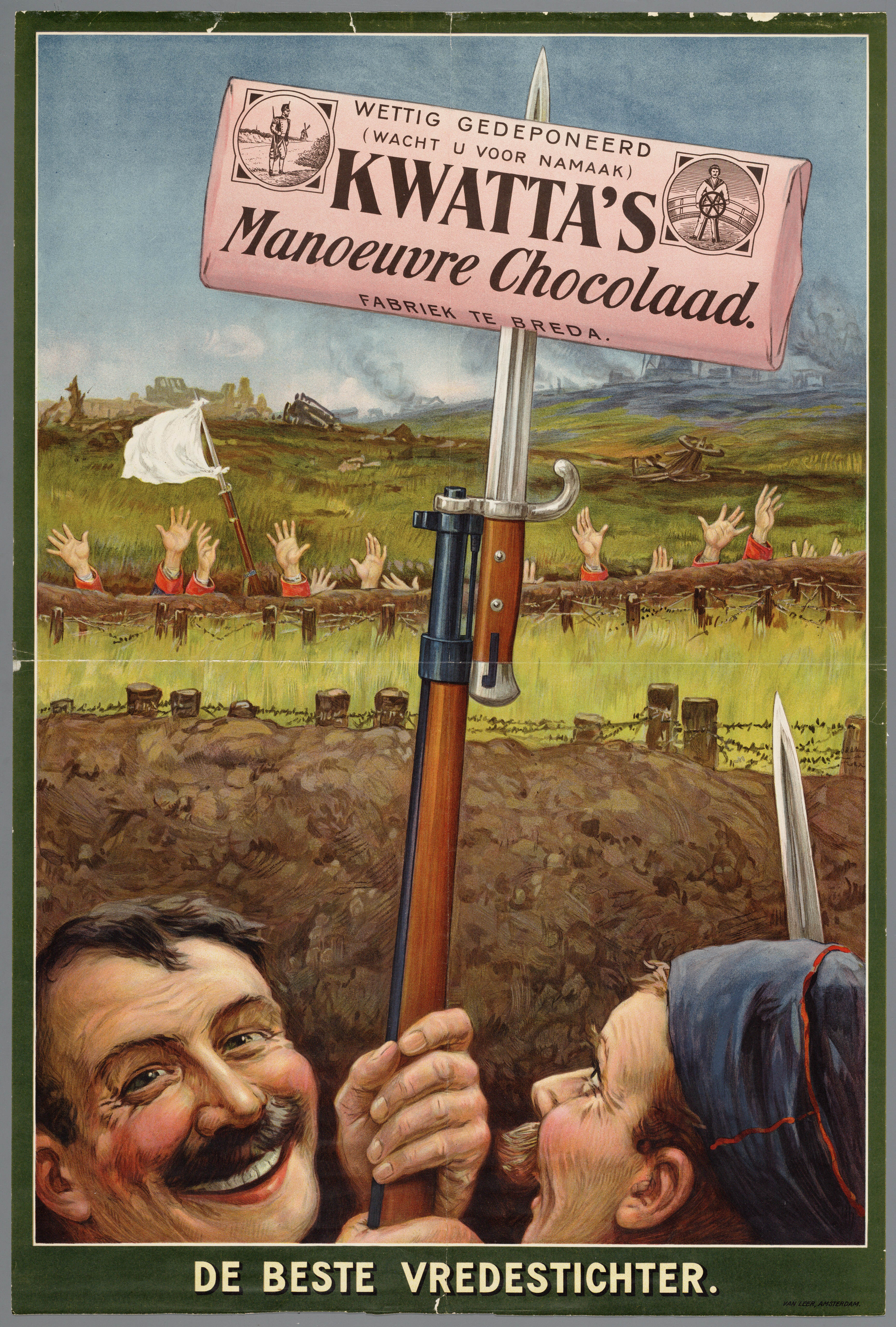
"Kwatta's Manoeuvre chocolaad. De beste vredestichter." Advertentie uit de Eerste Wereldoorlog.

Kwatta is sinds 1972 een volledig Belgische merknaam voor chocoladeproducten. Eerder was het een Belgisch-Nederlands merk chocolade, geproduceerd in Breda en Bois-d'Haine (sinds 1913), met chocola afkomstig van een Surinaamse cacaoplantage met dezelfde naam. Het bedrijf Kwatta werd in 1883 opgericht door P.A. de Bondt en Jozef Gustaaf van Emden. Het merk is sinds 2001 in handen van de Amerikaanse multinational Heinz.

## Geschiedenis

### Plantage en zoetwarenfabriek
De geschiedenis van Kwatta vindt haar oorsprong in de kolonie Suriname. Daar bezat de Nederlander Gustaaf van Emden halverwege de negentiende eeuw in de buurt van Paramaribo een cacaoplantage die de naam Kwatta had. "Kwatta" zou 'één vierde' betekenen en verwijzen naar het feit dat één vierde van het chocoladerecept uit cacao bestaat. Een andere verklaring verwijst naar de inlandse naam quatto voor de Zuid-Amerikaanse bosduivel, een grote zwarte slingeraap.
In 1877 verhuisde de heer Van Emden terug naar Nederland en in 1883 richtte hij samen met de banketbakker P.A. de Bondt in Breda de Chocoladefabriek De Bondt en Co op. De banketbakkers De Bondt waren in 1851 begonnen met de fabricage van suikerwerk en slaagden er enkele jaren later in om machinaal Engelse pepermunt te maken. Vanuit de Reigerstraat in Breda betrok de firma De Bondt in dezelfde stad aan de Middellaan een nieuw gebouw. Een jaar na de samenwerking gingen Van Emden en De Bondt apart verder; de eerste met de fabriek onder de naam Stoom Cacao- en Chocoladefabriek Kwatta, genoemd naar zijn Surinaamse plantage.
In 1893, tien jaar na de oprichting, namen de gebroeders Eugène Stokvis en Jules Stokvis het bedrijf over om vervolgens de onderneming grondig te moderniseren en uit te breiden. In 1905 werkten er voor de onderneming 67 personen, met het aantal mannen in de meerderheid, in 1910 zijn het er 160 mannen en meisjes. In deze jaren stichtte Kwatta - sinds 1906 alleen onder leiding van Jules Stokvis - werkmaatschappijen in België, Duitsland en Frankrijk. In 1910 associeerde Jules Stokvis zich met twee naaste medewerkers, A J M van Iersel en Marcus de Beer, die na de dood van Stokvis vanaf 1911 de zaken voortzetten als Britse vennootschap Kwatta Chocolate and Cacao Limited.

### De chocoladereep

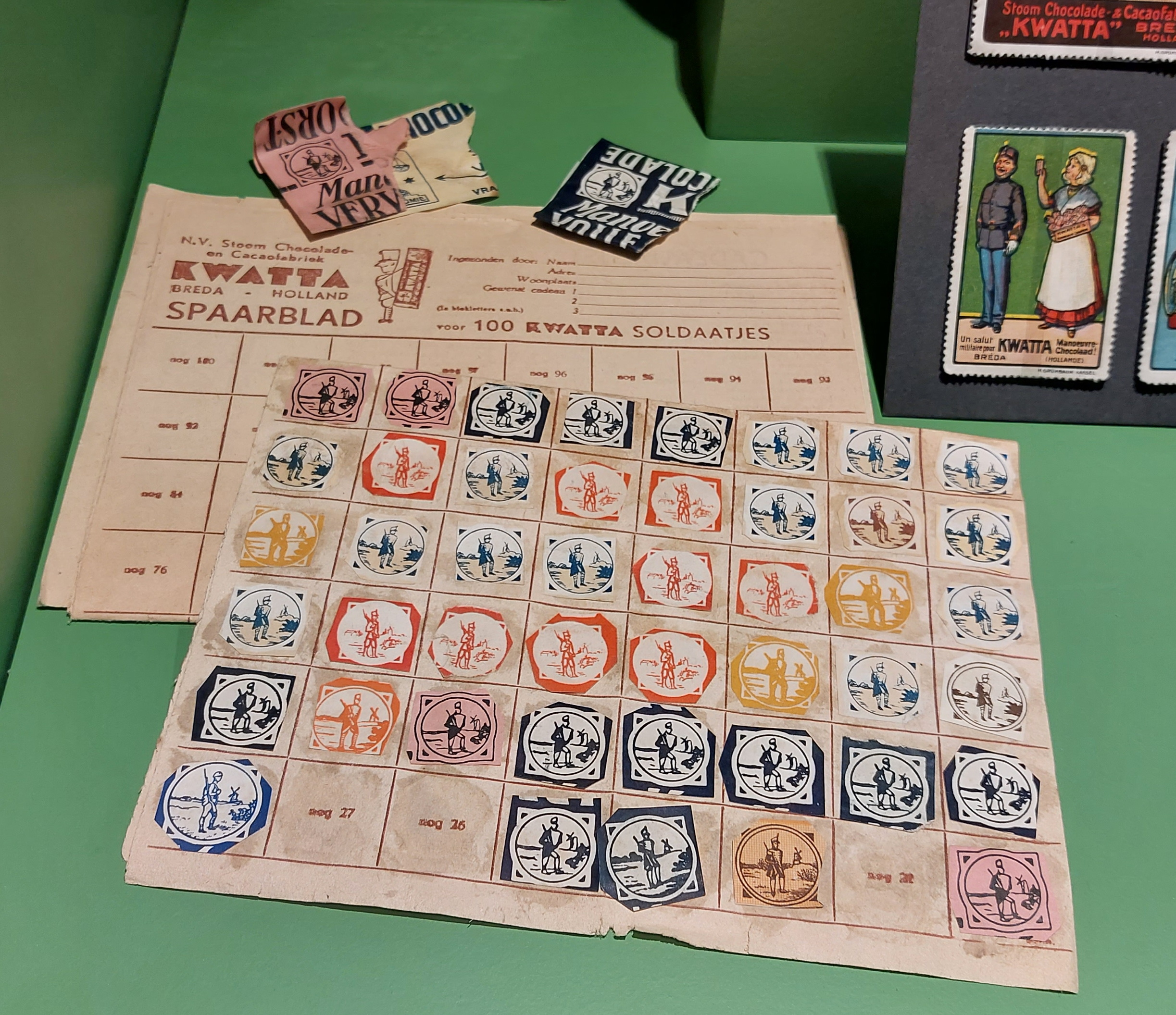
Chocoladespaarkaarten - Stedelijk Museum Breda

Als in 1907 op de cacaomarkt een crisis uitbreekt en de grondstofprijzen sterk stijgen, moeten veel cacao- en chocoladebedrijven hun deuren sluiten. Kwatta NV overleeft deze crisis dankzij hun verpakte chocoladereep. Deze Kwatta-reep was zeer gewild onder de soldaten, zodat het leger de grootste afnemer werd en deze reep in alle kazernes te koop was. De reep werd omgedoopt tot Kwatta's "Manoeuvre"-reep, vanwege het op de wikkel afgebeelde soldaatje. Men kon destijds deze soldaatjes uitknippen en sparen. Vijf soldaatjes gaven recht op een gratis reep of een tinnen soldaatje, en in de jaren vijftig van de twintigste eeuw kon men voor 100 uitgeknipte soldaatjes het flexibele Kwatta-soldaatje krijgen, dat destijds zeer geliefd was bij kinderen. Hiermee zorgde Kwatta voor de allereerste spaaractie voor chocoladeproducten. Kwatta was intussen een begrip geworden, een generieke naam voor chocoladerepen.

### Uitbreiding

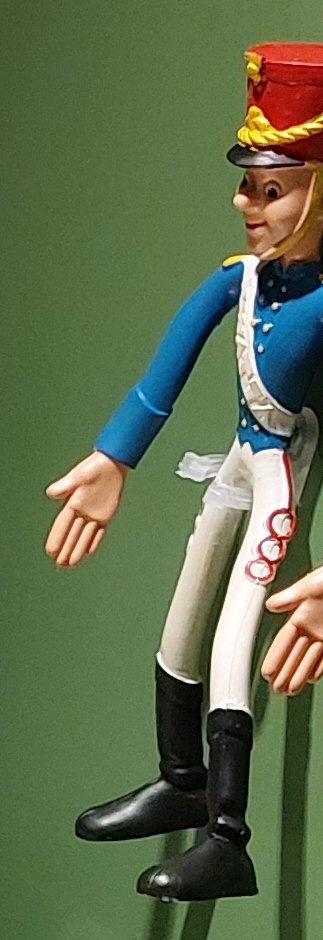
Poppen soldaatje, te bemachtigen via de spaarkaarten - Stedelijk Museum Breda

In 1913 nam Kwatta de chocolaterie La Compagnie Internationale d'Alimentation in Bois-d'Haine over en werd het merk Kwatta een Belgisch-Nederlands merk chocolade, geproduceerd in Breda en Bois-d'Haine. De internationale expansie ging nog even verder: in 1920 richtte Kwatta de SA Du Cacao & Chocolat Kwatta te Épinay-sur-Seine op. In 1921 werd het productiebedrijf in Breda uitgebreid met een moderne fabriek in het naburige Princenhage. Ook fabrieken in Frankrijk en Duitsland (Keulen) werden opgericht. Beide bedrijven bleven naast elkaar functioneren. Kwatta was in die tijd al de grootste werkgever in Breda en omgeving.
In 1924 werd de samenwerking tussen Kwatta NV en de N.V. Cacao- & Chocoladefabrieken gebr. Sickesz, gevestigd aan de Heerengracht 20 te Amsterdam, opgezegd en nam Kwatta NV deze Amsterdamse onderneming de facto over.
In 1935 werd de door de economische crisis in moeilijkheden verkerende A.Driessen Cacao en Chocolaadfabriek in Rotterdam overgenomen. Het Rotterdamse bedrijf werd stilgelegd en de productie werd overgebracht naar Princenhage. Ook Kwatta heeft het zwaar tijdens de crisis. De lonen en arbeidsvoorwaarden waren al niet gunstig en toch zag Kwatta zich genoodzaakt volwassen werknemers door goedkopere, jonge krachten te vervangen. In 1938 was het aantal medewerkers uitgegroeid tot 700 personen en waren er veel meer vrouwen dan mannen in dienst.

### Vertrek uit Breda

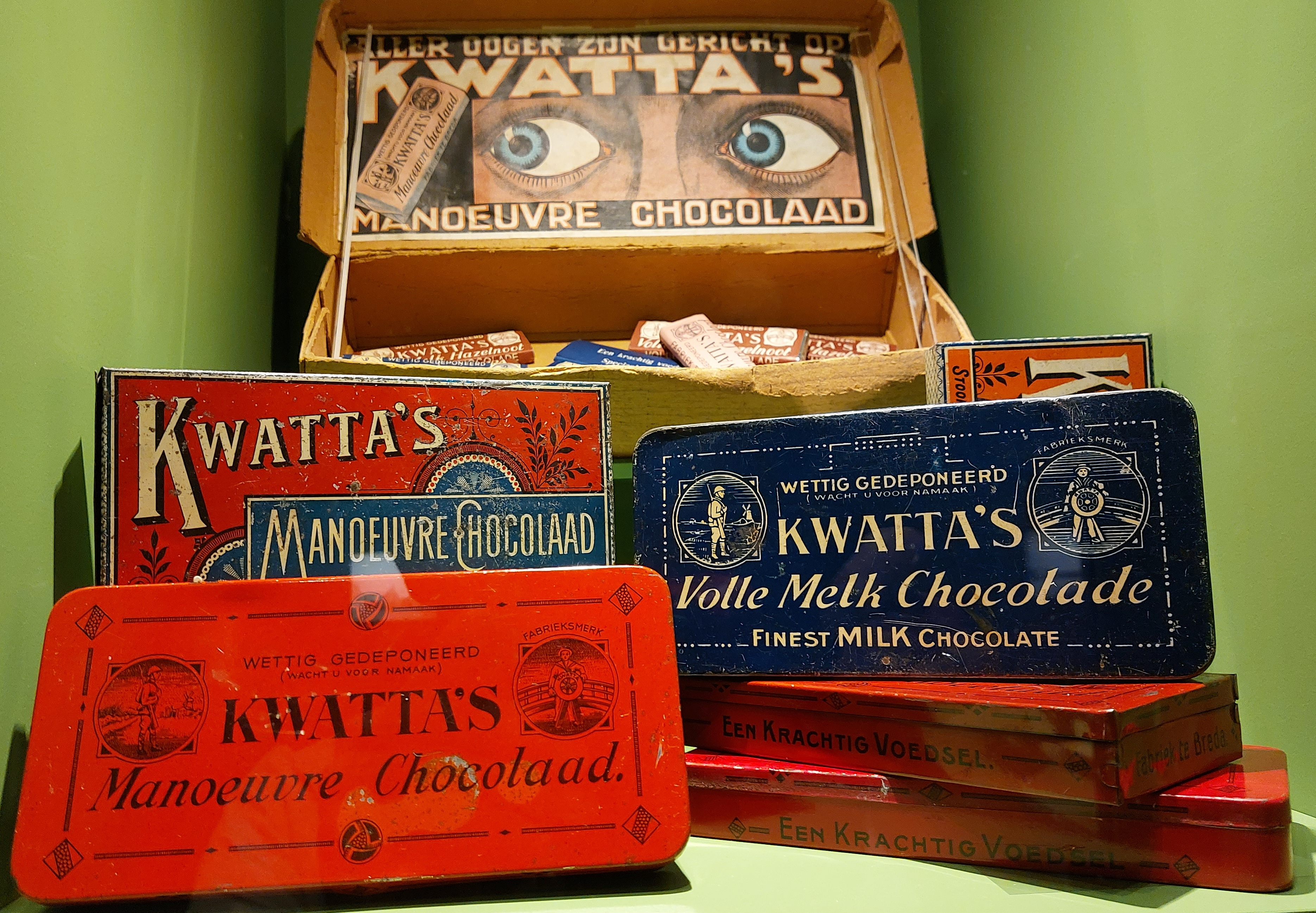
Blikken doosjes uit de periode 1900-1920 (Kwatta Manoeuvre Chocolaad) - Stedelijk Museum Breda

Na de Tweede Wereldoorlog verloor het bedrijf de greep op de markt en de bloei van voor de oorlog werd nooit meer bereikt. Bovendien verdrongen candybars de traditionele repen.
Er verandert veel op de Europese cacao- en chocolademarkt in de jaren 60 en 70 van de twintigste eeuw. De landen die cacaobonen produceren gaan nu zelf cacao en chocolade produceren. De export naar de Oostbloklanden stagneert doordat in die landen de productie van chocola zelf ter hand wordt genomen. Kwatta NV neemt, in een poging de bedrijfspositie te versterken, de firma Wijnand Beke in Den Haag over en gaat samenwerkingsverbanden aan met de firma Rademakers (Haagse Hopjes) en de firma Van den Dungen (Jamaica-rumbonen).
De Kwatta NV raakte kort na 1970 in moeilijkheden en verdween uit het stadsbeeld. In 1973 lijdt het bedrijf een zwaar verlies en voor 200 personeelsleden wordt ontslag aangevraagd. Bonden en ondernemingsraad willen een onderzoek naar het (wan)beleid van Kwatta, maar zien daarvan af, vanwege de door de directie geuite dreiging om de Kwattafabrieken onmiddellijk te sluiten. Het blijkt slechts een uitstel van executie en er volgen in de jaren daarna opnieuw nog vele ontslagen. In 1977 verhuist Kwatta NV, met een deel van het dan nog resterende personeel, onder de naam Pieter Nieuwerkerk, naar Etten-Leur. De voormalige fabriek aan de Nieuwe Dieststraat en de Middellaan te Breda stond gedurende de jaren zeventig van de twintigste eeuw leeg, en is eind jaren zeventig afgebroken. Op 6 februari 1979 wordt de fabrieksschoorsteen opgeblazen. Op die plek staan tegenwoordig woningen.

### Vanaf 1972
De naam Kwatta is niet verdwenen en in 1972 werd het merk, dat sinds 1913 op de Belgische markt aanwezig was, nieuw leven ingeblazen met de herlancering van Kwatta chocopasta (sinds 1935 op de Belgische markt te verkrijgen) in een karakteristieke gele pot. De Kwatta NV werd ingelijfd door het Belgische Continental Sweets, bekend van het merk Lutti, wat op haar beurt weer onderdeel is van het eveneens Belgische Continental Foods dat bekend is van het delicatessenmerk Devos Lemmens. Continental Foods werd zelf in 1985 overgenomen door Campbell's Belgium. In 1996 verwierf de Turnhoutse deegwarenfabrikant Anco, zelf onderdeel van de Nederlandse groep Centrale Suiker Maatschappij CSM het merk. Ten slotte verkocht CSM het merk Kwatta in 2001 aan het Amerikaanse concern Heinz. Kwatta brengt drie producten op de Belgische markt: chocopasta, hagelslag en cacaopoeder.

## Kwatta in de volksmond
De uitdrukking "Aller ogen zijn gericht op Kwatta", anno 2016 niet (meer) zoveel in zwang, is van dit chocolademerk afkomstig. Met de uitdrukking wordt bedoeld dat iedereen zijn aandacht op een specifiek punt of onderwerp vestigt. In Breda wordt het woord kwatta, met name door ouderen, nog steeds gebruikt als men chocolade bedoelt, bijvoorbeeld om te vragen "Motte gij un stukske kwatta?". Chocoladehagelslag werd ook wel kwattastrueisel genoemd.